# 1453
1453 (MCDLIII) je bilo navadno leto, ki se je po julijanskem koledarju začelo na ponedeljek. Zgodovinarji, ki definirajo srednji vek kot obdobje med padcem Zahodnega in Vzhodnega rimskega cesarstva, ga štejejo za konec tega obdobja.

## Dogodki
- 29. maj - Mehmed II. Osvajalec osvoji Konstantinopel, s čimer se konča Bizantinsko cesarstvo.

Neznan datum
- konča se stoletna vojna, v kateri Angleži izgubijo vse francoske posesti razen Calaisa.
- moskovski metropolit postane po padcu Carigrada vodja pravoslavne cerkve.

## Smrti
- 29. maj - Konstantin XI. Paleolog, bizantinski cesar (* 1405)

Neznan datum
- Ciriaco de' Pizzicolli,  italijanski humanist in antikvar (* 1391)
- Tomaso Fregoso, genovski dož (* 1370)